# Bradden
Bradden is een civil parish in het bestuurlijke gebied South Northamptonshire, in het Engelse graafschap Northamptonshire.